# Lomelosia graminifolia
Lomelosia graminifolia är en tvåhjärtbladig växtart. Lomelosia graminifolia ingår i släktet Lomelosia och familjen Dipsacaceae.

## Underarter
Arten delas in i följande underarter:
- L. g. arizagae
- L. g. graminifolia
- L. g. virescens

## Bildgalleri

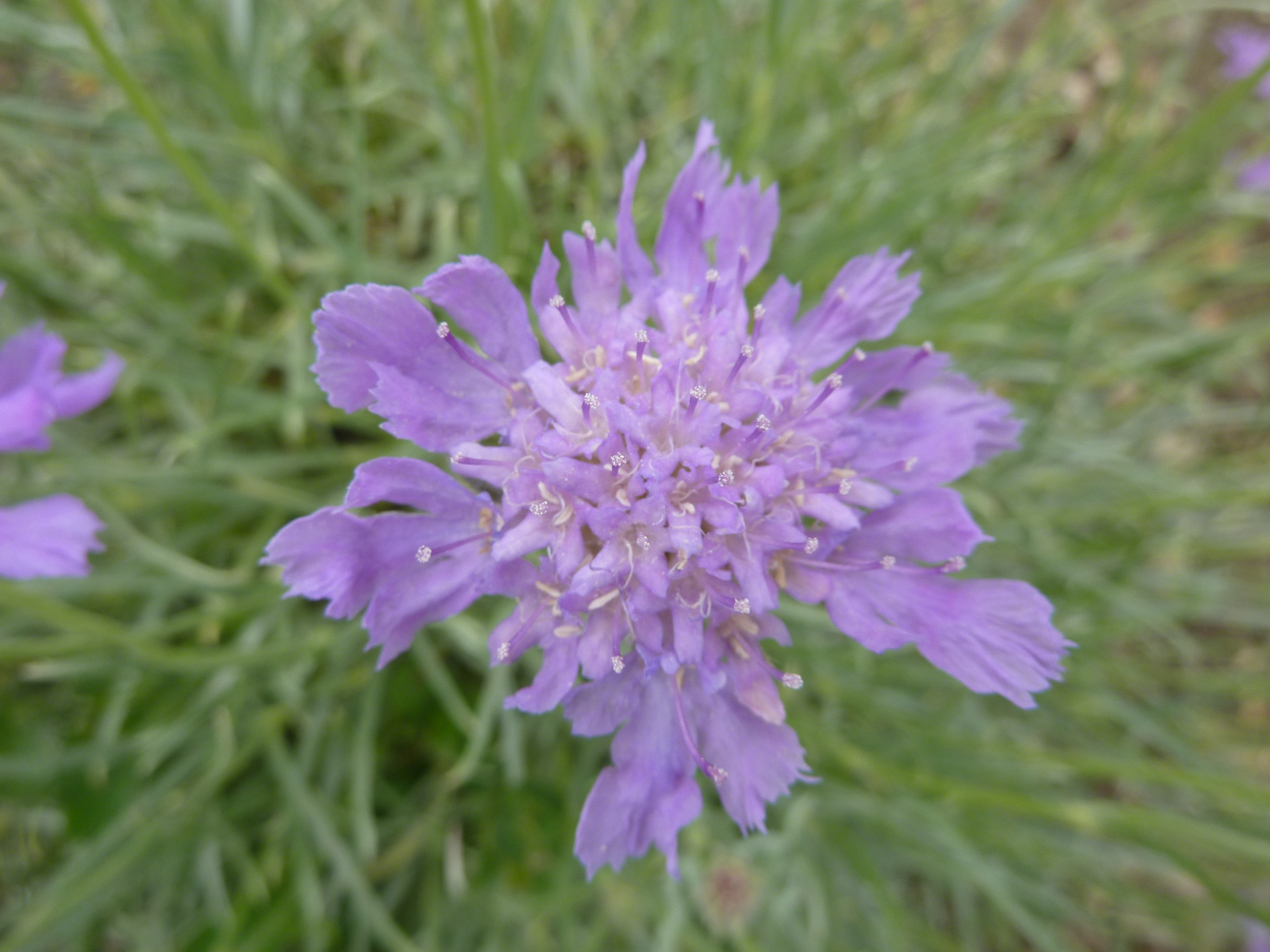
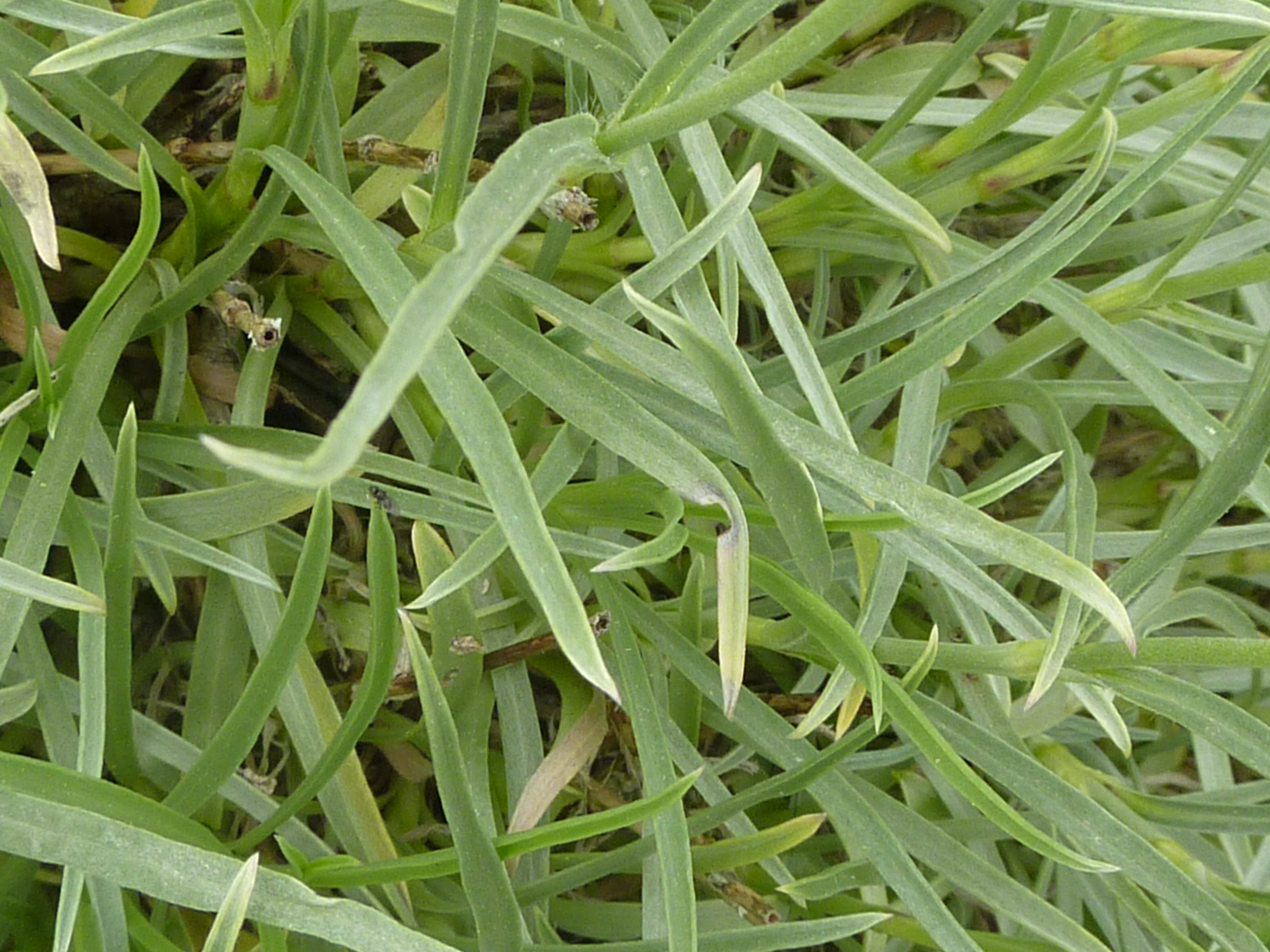
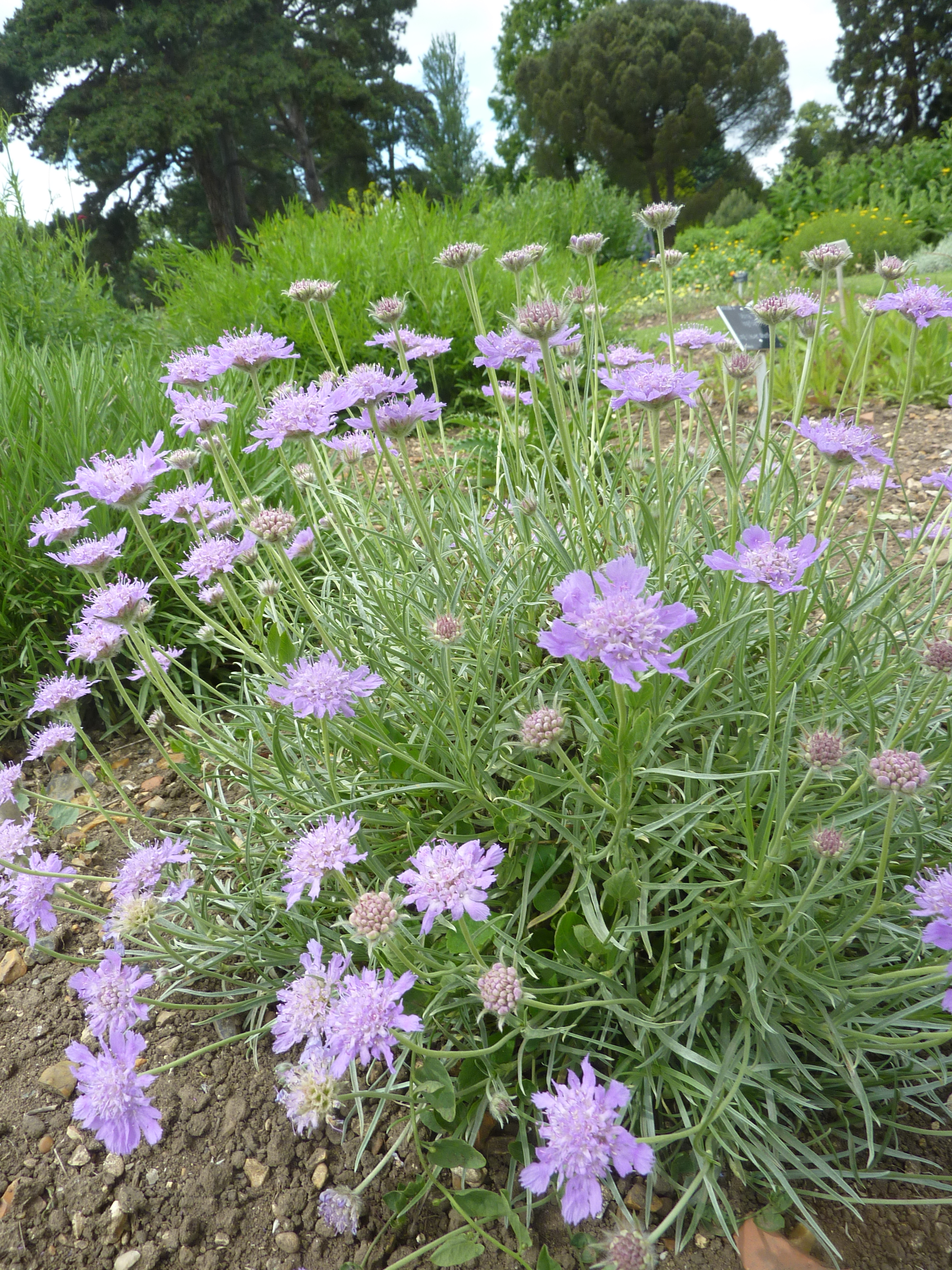
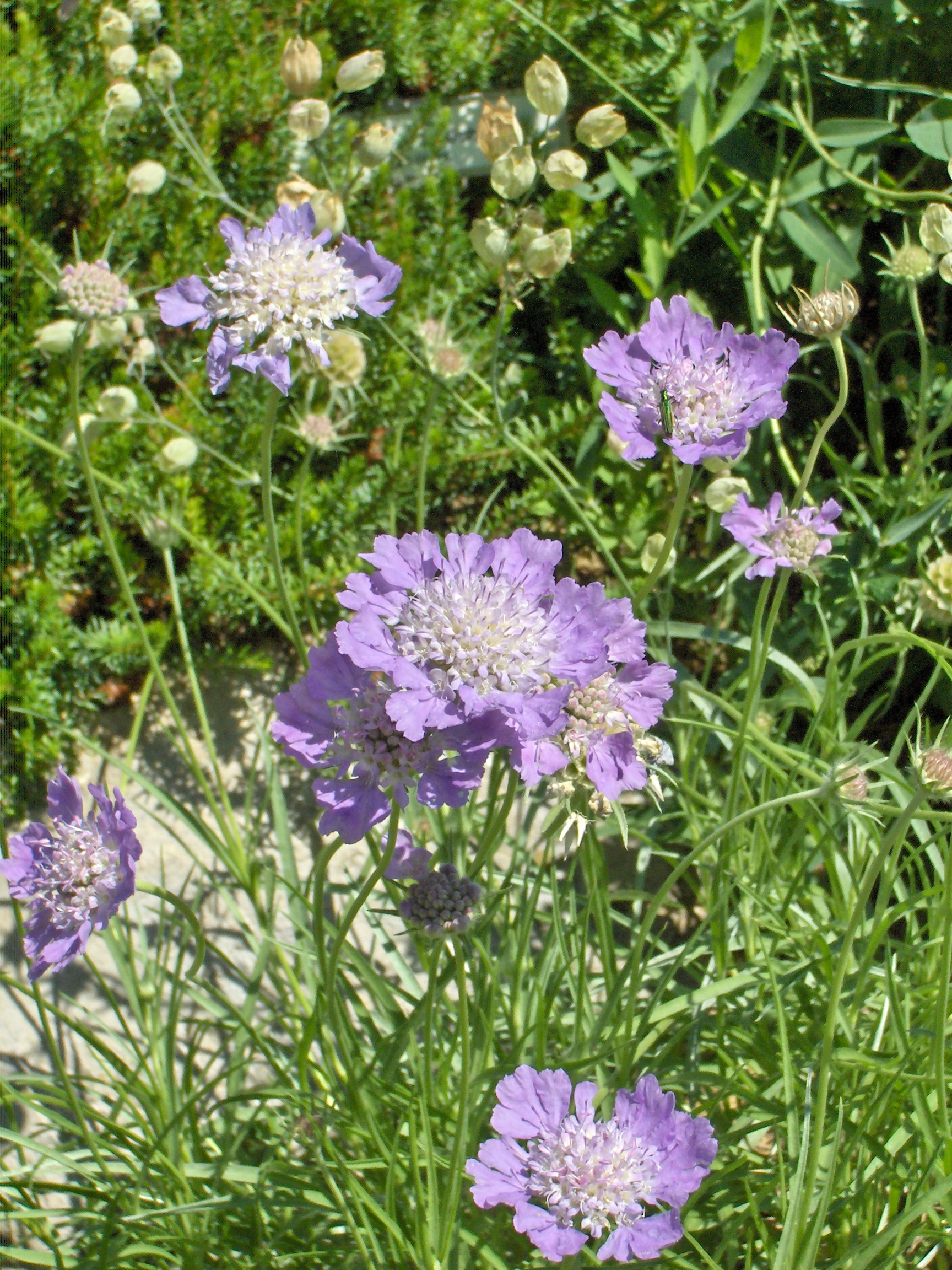
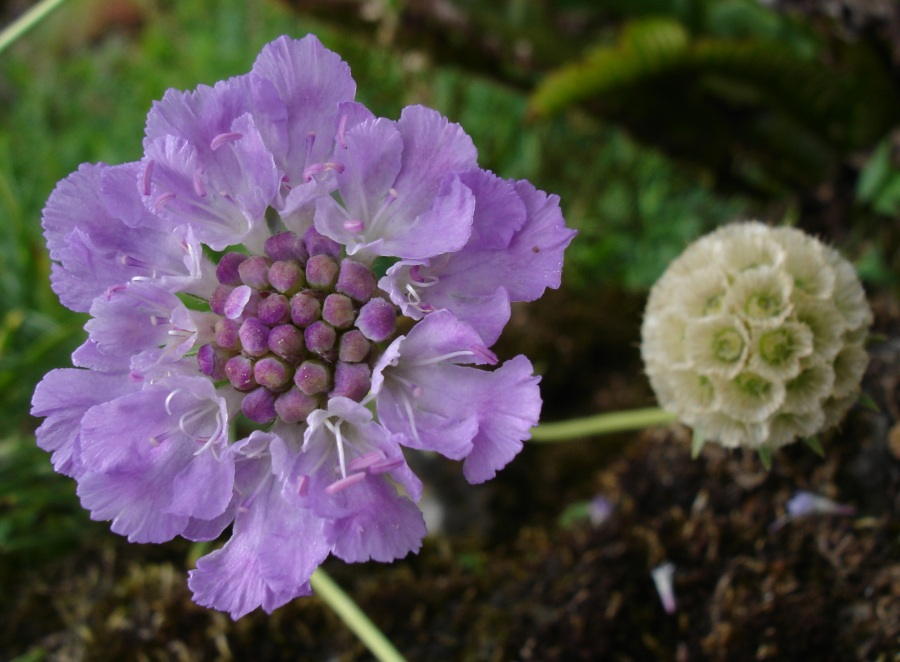